# Osu (Grußwort)
Der Begriff Osu oder Ossu (jap. 押忍) bezeichnet ein japanisches Grußwort, das hauptsächlich im Karate, Kendō, Judo und sonstigen Budō-Arten verwendet wird.
Es besteht in der japanischen Schreibweise aus zwei Schriftzeichen. Das erste ist osu, das die Aussprache des ganzen Wortes beeinflusst, und wörtlich „stoßen, drücken“ bedeutet. Das zweite Zeichen shinobu hat die Bedeutung von „ertragen, erdulden, erleiden“. Ursprünglich war es eine Verkürzung aus onegaishimasu („bitte“) und die Schreibweise mit diesen Schriftzeichen wurde separat davon gebildet.
Es erfuhr eine Bedeutungserweiterung als allgemeines Grußwort und auch als Bestätigungswort im Sinne von „ja“ oder „ich habe verstanden“, hier als Alternative zu hai.